# Mort d'Oussama ben Laden
Guerre contre le terrorisme
La mort d'Oussama ben Laden survient, alors qu'il est âgé de 54 ans, à Bilal, dans la périphérie d'Abbottabad, au Pakistan, le 2 mai 2011. Lors d'un raid de 40 minutes, les forces spéciales des États-Unis tuent le leader d'Al-Qaïda, recherché par le département d'État et le FBI, pour sa responsabilité dans plusieurs attentats, notamment ceux du 11 septembre 2001,. Son corps est emmené dans une de leurs bases en Afghanistan,,.
Le raid, baptisé « opération Neptune's Spear » (« Trident de Neptune »), est mené par une équipe d'une vingtaine de SEAL (commandos de l'US Navy) membres du SEAL Team Six et du Joint Special Operations Command placés sous l'autorité de la CIA. Selon ABC News et Associated Press, le corps est identifié par test ADN,. Toutefois, les résultats des tests ADN nécessitant quelques jours pour être disponibles, le corps de ben Laden est d'abord identifié en utilisant des techniques de reconnaissance faciale. La dépouille d'Oussama ben Laden est finalement immergée en haute mer.

## Localisation

### L'enquête
La piste suivie par la CIA démarre avec une information donnée par un prisonnier de Guantánamo. Il s'agit de Mohammed al-Kahtani, un Saoudien fait prisonnier en décembre 2001 pendant la bataille de Tora Bora. Ses empreintes sont comparées et on se rend compte qu'il avait essayé sans succès de pénétrer sur le sol américain avant le 11 septembre 2001 et serait en lien avec un des chefs de l’attentat : Mohammed Atta. Kahtani est alors interrogé de manière plus précise et finit après plusieurs mois par reconnaître un certain Abu Ahmed al-Kuwaiti comme un messager d'Oussama ben Laden. Ces informations sont recoupées ensuite par deux autres prisonniers : Khalid Cheikh Mohammed, le cerveau des attentats du 11 septembre 2001, et Hassan Ghul (en), un agent d’Al-Qaïda capturé en 2004. Lors des interrogatoires suivants, les trois prisonniers minimisent le rôle d'Abu Ahmed al-Kuwaiti. C'est ce détail qui incite les enquêteurs à penser que ce personnage était un proche important de ben Laden. Un autre personnage important d'Al-Qaïda, capturé en 2005 au Pakistan, Abou Faraj al-Libbi, a la même réaction. Cela commençait à faire beaucoup et la suite de l'enquête montra que les frères al-Kuwaiti avaient déjà travaillé pour ben Laden. En 2010, une communication téléphonique finit par convaincre la CIA de filer Abu Ahmed al-Kuwaiti. La filature les conduit au complexe d'Abbottabad.
Leon Panetta, directeur de la CIA du 12 février 2009 au 30 juin 2011, a admis que la torture par l'eau (waterboarding) — couverte par George W. Bush et appliquée par exemple à Khalid Cheikh Mohammed, à 183 reprises pendant le mois de mars 2003 — a permis de récupérer des informations qui ont conduit à la cache de ben Laden, en particulier le nom d'Abu Ahmed al-Kuwaiti.
Peter Bergen (en) explique dans son article du journal de Montréal : « C’est difficile de trouver des gens. Lorsqu’une personne n’utilise pas de téléphone cellulaire ou de téléphone par satellite, ni Internet, et fait très attention, elle peut se cacher longtemps. Il a fallu 15 ans aux services israéliens pour arrêter Eichmann, après l’Holocauste. Ben Laden n’utilisait pas de moyens électroniques de communication et faisait très attention aux gens avec qui il communiquait ».

### Complexe fortifié

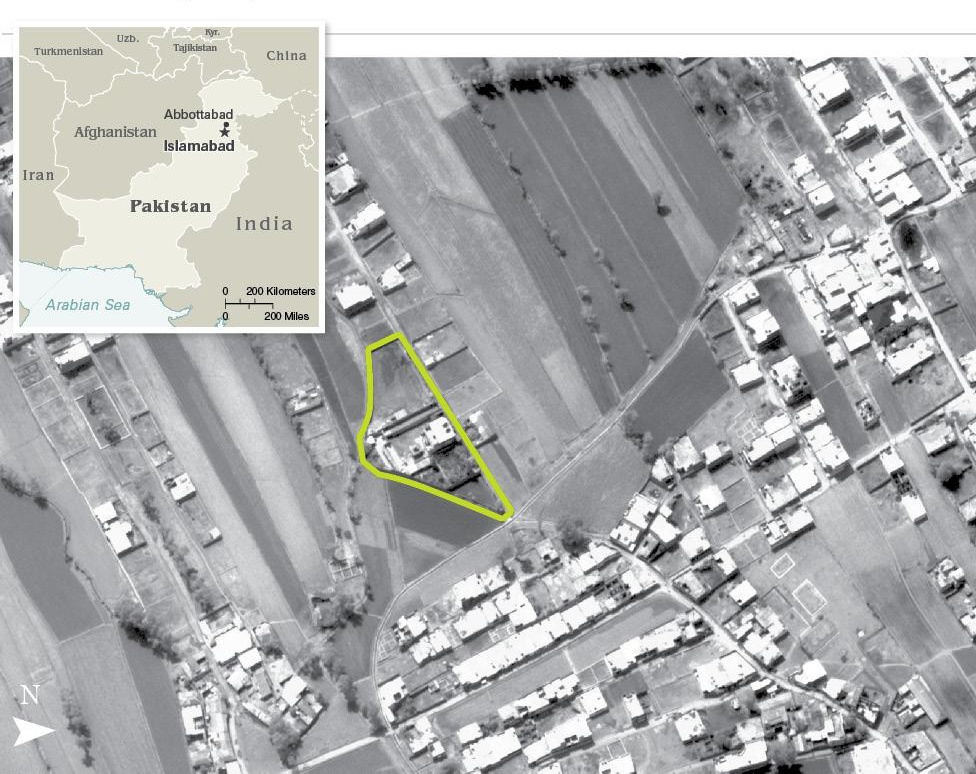
Photo aérienne du complexe fortifié d'Oussama ben Laden.

La résidence fortifiée est localisée en août 2010 à Abbottabad, ville située à 50 km au nord-est de la capitale Islamabad, réputée pour être un lieu de villégiature privilégié de militaires pakistanais de haut rang et le siège de la principale académie militaire du pays, celle de Kakul Road, située à 1,3 km au nord-est de la villa. Des officiels américains utilisent alors des images satellites pour identifier les occupants de ce complexe fortifié. Construit en 2005, celui-ci, valant plus d'un million de dollars, fait environ huit fois la taille de n'importe quelle autre habitation des environs et se situe sur un terrain de 3 000 m2. Les habitants du bâtiment brûlent leurs ordures, à la différence de leurs voisins, qui se contentent de les jeter. La résidence fortifiée n'est pas reliée au téléphone ni à Internet. Elle présente des mesures de sécurité hors-normes, y compris les murs de quatre à six mètres qui l'entourent. Cette résidence, en concluent les spécialistes du renseignement des États-Unis, « a été spécialement construite pour cacher quelqu'un d'important ».
La CIA utilise Shakil Afridi, médecin pakistanais, pour organiser une fausse campagne de vaccination à Abbottabad, dans le but de confirmer la présence d'Oussama ben Laden en obtenant des échantillons ADN mais il n'y a aucune preuve que les autorités américaines aient réussi à se les procurer.
Le 14 mars 2011, Barack Obama tient la première d'une série de cinq réunions avec ses conseillers en matière de sécurité. Il refuse l'option d'une frappe aérienne qui rendrait difficile la recherche du cadavre de ben Laden ou d'une action conjointe avec les Pakistanais, l'Inter-Services Intelligence ayant des liens avec les organisations islamistes et terroristes. C'est le 29 avril à 8 h 20 qu'il prend la décision de lancer l'opération. Les hélicoptères américains transportant les SEAL décollent de la base aérienne de Ghazni, à l'Est de l'Afghanistan.

## OpérationNeptune's Spear

### Organisation et commandement
Le raid est appelé « opération Neptune's Spear » (« Trident de Neptune »), Geronimo étant le nom de code indiquant qu'Oussama ben Laden a été trouvé. Le raid, déclenché aux environs de 1 h 15 heure locale (soit 20 h 15 UTC de la veille), est mené conjointement par 23 SEAL transportés par deux hélicoptères de combat Sikorsky UH-60 Black Hawk (appuyés par deux hélicoptères de transport Boeing CH-47 Chinook pour le soutien) d'une version secrète furtive (peinture de camouflage, pales et hélice munis de silencieux). Ces hommes appartiennent au SEAL Team Six (ST6) (Naval Special Warfare Development Group) en temps normal sous le commandement du Joint Special Operations Command mais placé pour l'occasion sous l'autorité de la CIA dont le directeur, Leon Panetta, et d'autres responsables des services de renseignement ont suivi en direct le raid dans une salle de conférence de la CIA. De même, le président Barack Obama et son Conseil de sécurité nationale ont suivi en direct l'opération dans la « situation room » (salle de crise) au sous-sol de la Maison-Blanche. Effectivement, le président était informé en continu grâce à un canal vidéo sécurisé qui le reliait à l'amiral William H. McRaven, alors commandant du Joint Special Operations Command, qui supervisait le raid depuis Jalalabad. Si l'opération elle-même est menée entièrement par les forces américaines, selon le ministère des Affaires étrangères pakistanais, des membres des services de renseignement pakistanais (ISI) sont également présents lors du déroulement de la mission et parlent d'une « opération conjointe ». Cette information est démentie par un haut responsable à Washington affirmant que leurs homologues pakistanais n'avaient pas été mis au courant de l'opération pour éviter des fuites. Certains journaux ont spéculé sur la présence additionnelle de quelques membres du SFOD-D(A) (plus connu sous le nom de Delta Force) et du SAD de la CIA.

### Assaut

Plan du complexe fortifié où se cache Oussama ben Laden.

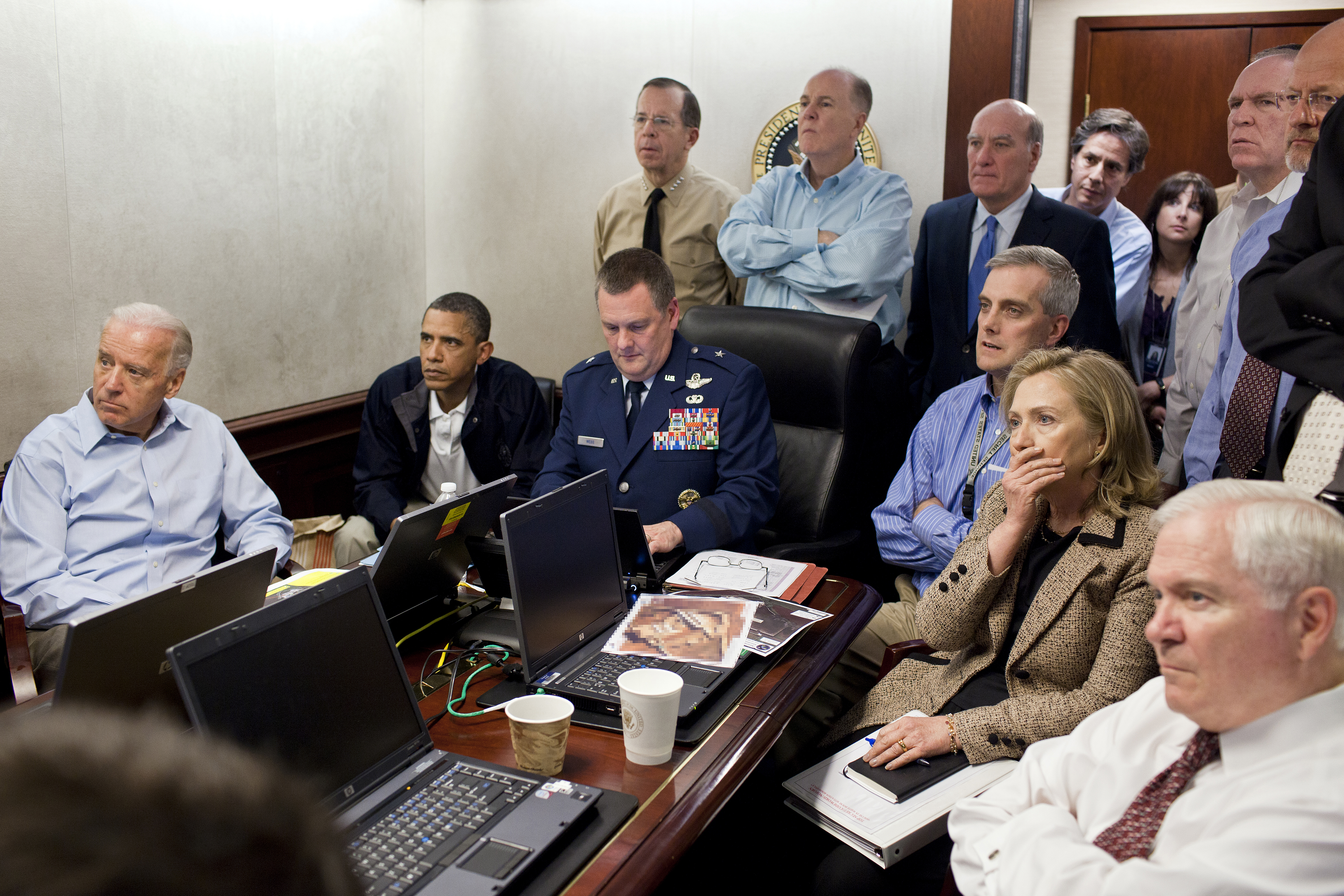
Barack Obama et son équipe rapprochée suivent en direct l'opération Neptune's Spear dans la salle de crise de la Maison-Blanche (The Situation Room).

L'un des deux hélicoptères, celui qui, en vol stationnaire, doit déposer la première équipe d'assaut des SEAL sur le toit du bâtiment (à l'aide de cordes), est pris dans une colonne d'air chaud et est déstabilisé. De plus, l'air environnant plus chaud qu'initialement prévu perturbe le fonctionnement du rotor. La queue de l'appareil heurte le mur sud-ouest du complexe, le rotor de queue est endommagé et l'appareil s'écrase. Le second appareil dépose son équipe à l'extérieur du complexe, au nord, afin de sécuriser les abords. Sans gravité, l'écrasement ne remet pas en cause l'opération. Inutilisable, le Black Hawk sera laissé sur place et détruit à l'explosif à la fin de l'opération. Les différentes portes et grilles sont détruites pour accéder aux bâtiments. Pendant ce temps, les badauds attirés par le bruit du crash et des explosions sont refoulés par une équipe (comprenant un interprète parlant le pachtoune) patrouillant à l’extérieur.
Le raid dure environ quarante minutes. Outre ben Laden, abattu d'une balle dans la tête, trois autres hommes présents dans le bâtiment sont tués dans l'opération. Selon les informations reçues, il s'agirait de deux messagers de ben Laden et de l'un de ses fils âgé de 24 ans. De plus, l'une de ses femmes a également été blessée à la jambe,. Deux autres femmes sont blessées. Mais la Maison-Blanche a démenti les propos de John O. Brennan selon lesquels ben Laden aurait utilisé une femme comme bouclier humain. John O. Brennan avait auparavant affirmé que ben Laden était armé, et selon Mathieu Guidère, ben Laden portait en règle générale sur lui une ceinture d'explosifs pour ne pas être capturé et mourir en martyr.
Geo News à Karachi évoque dans un premier temps un accident d'hélicoptère et d'importants échanges de coups de feu dans la soirée du 1er mai près de l'Académie militaire pakistanaise de Kakul Road. Un hélicoptère Chinook placé en réserve est utilisé en remplacement du Black Hawk qui s'est écrasé afin d'évacuer une partie des SEAL, et en raison de la quantité très importante de matériels saisis pendant le raid. Le corps de ben Laden et les autres SEAL sont évacués par le second Black Hawk.
Un officiel du gouvernement pakistanais confirme le 2 mai 2011 à l'Agence France-Presse que ben Laden a été tué d'une balle en pleine tête durant l'opération. La balle aurait atteint le crâne au-dessus de l'œil gauche, et ben Laden aurait été également atteint par une balle à la poitrine.
Le 3 mai 2011, le porte-parole à la Maison-Blanche Jay Carney a indiqué que ben Laden avait été tué alors qu'il n'était pas armé.
D'autre part, outre la mort de ben Laden, le raid contre le complexe fortifié où il se cachait permet la saisie d'une grande quantité de documents et d'objets. Un analyste de la CIA dira plus tard qu'ils ont recueilli pendant cet unique raid plus d'informations qu'en dix ans d'investigation. Parmi ces objets se trouvent cinq ordinateurs, une dizaine de disques durs et plus de cent unités de stockage d'information, telles que clés USB et DVD. Le 7 mai, les autorités américaines diffusent cinq cassettes de ben Laden récupérées à cette occasion (quatre de bouts d'interventions non diffusés et une où, très vieilli, il se regarde lui-même à l'écran). Pour éviter toute exploitation des messages contenus dans les cassettes, celles-ci sont diffusées sans le son. Dans les jours qui suivent, les agences de presse recensent divers objets trouvés dans le complexe fortifié, sans savoir s'ils appartenaient formellement au leader d'Al-Qaïda (et parmi lesquels des sodas de marque américaine ou des vidéos à caractère pornographique trouvées dans sa chambre même,).

### Implication du Pakistan
L'un des risques présentés par cette mission tient à ce que les forces pakistanaises n'étaient pas informées de l'opération, et que le bruit de la bataille amène les Pakistanais à faire décoller plusieurs avions de chasse pour défendre leur espace aérien devant cette attaque imprévue. Si, d'après certains, le président Asif Ali Zardari avait donné son feu vert aux États-Unis, les autorités n'avaient pas été mises au courant du lancement de l'opération et l'armée ne l'avait détectée que trop tard.
Le Monde souligne la position ambiguë du Pakistan : bien que les États-Unis aient démenti qu'il s'agisse d'une opération conjointe, les Pakistanais ont cependant laissé les Américains développer ces dernières années des opérations militaires sur leur territoire, en pleine connaissance de l'ISI, tout en dénonçant début 2010 les activités de la CIA sur leur sol. D'autre part, en février 2010, le no 2 des talibans afghans, Abdul Ghani Baradar, avait été arrêté dans une opération conjointe des services secrets américains et pakistanais,. Pourtant, comme d'autres commentateurs, Le Monde fait remarquer qu'Oussama ben Laden n'aurait pas pu vivre à Abbottabad, petite ville chic à proximité des meilleures écoles militaires du pays, sans le soutien de l'ISI, ou au moins d'une partie de l'institution. Le magazine Time s'interroge de son côté sur la présence pendant cinq années du chef terroriste au milieu de tant de dignitaires de l'armée, en un lieu qui héberge une brigade entière de l'armée pakistanaise, alors que le conseiller de la Maison-Blanche John O. Brennan considère qu'il est « inconcevable » que ben Laden n'ait pas bénéficié d'un soutien organisé au Pakistan.
Alors que la communauté du renseignement des États-Unis aurait réclamé la liste des officiers de l'ISI susceptibles d'avoir aidé Oussama ben Laden, des espions pakistanais auraient par vengeance dévoilé dans les médias l'identité du chef de poste de la CIA à Islamabad, Mark Carlton. Ce qui revient à signer son exfiltration immédiate. C'est la seconde fois qu'une telle divulgation a lieu depuis décembre 2010.

### Nom de code
Le nom de code « Geronimo », qui était convenu pour indiquer qu'Oussama ben Laden avait été trouvé, a été le premier nom de code lié à l'opération à avoir fuité. Il a été pris (à tort) comme désignant l'opération ou Oussama ben Laden lui-même. Geronimo était le chef des Apaches Chiricahua qui défia le gouvernement des États-Unis et qui déjoua la capture. Contrairement à ben Laden, Geronimo n'a pas été tué, il est mort d'une pneumonie 23 ans après sa reddition. Channel 4 News a déclaré que « selon certaines analyses, l'armée américaine a choisi ce nom de code car ben Laden, comme Geronimo, avait échappé à la capture pendant des années. S'ils avaient tenté d'éviter de créer un mythe, il semblerait qu'ils aient choisi le mauvais nom. » Une fois ben Laden tué, un des commanders a crié « Geronimo E-KIA », ce qui signifie que la mission est terminée et que l'ennemi est mort au combat (Enemy killed in action),.
Les Amérindiens ont protesté contre l'utilisation du nom de Geronimo. « [Cela signifie] à quel point l'image de l'Amérindien considéré en tant qu'ennemi est profondément ancrée dans la mentalité de l'Amérique » a déclaré Suzan Shown Harjo, présidente du Morning Star Institute, un groupe de pression en faveur des Amérindiens basé à Washington. « Il y a peu de doute que l’utilisation d'un leader comme Geronimo pour faire référence à ben Laden est mal avisé » a écrit Keith Harper, avocat et membre de la Nation Cherokee, dans un email adressé à un journaliste du Washington Post.
En fait, le nom de code de la mission était « Opération Neptune's Spear » (« Trident de Neptune »), et le nom de code donné par le JSOC à ben Laden était Crankshaft (« Villebrequin »). Les SEAL avaient une liste de noms de code représentant les étapes de l'opération (décoller d'Afghanistan, entrer au Pakistan, approcher du complexe, etc.). Geronimo indiquait qu'Oussama ben Laden avait été trouvé.

## Identification du corps
Selon The New York Times, la première identification du corps a été faite par l'une des femmes de ben Laden, présente sur les lieux, qui a confirmé son identité,.
Selon ABC News, des méthodes d'identification supplémentaires comprenaient les mensurations, la taille du corps correspondaient à celle de ben Laden (1,93 m) ; un logiciel de reconnaissance faciale, et deux femmes du complexe identifièrent le corps de ben Laden après sa mort.
Selon ABC News, Associated Press et Europe 1, le corps a été identifié par test ADN,,. L'ADN de comparaison avait été collecté auparavant, avec l'aide du gouvernement saoudien, auprès de membres de la famille ben Laden, pour tester si une personne tuée par un drone MQ-1 Predator le 4 février 2002 était Oussama ben Laden. Cet échantillon était depuis disponible pour d'autres vérifications. ABC News a par ailleurs rapporté que des échantillons de tissus et de sang prélevés sur une de ses sœurs décédée d'un cancer du cerveau au Massachusetts General Hospital de Boston avaient été utilisés, mais l'hôpital a démenti et ABC semble avoir ensuite abandonné cette information. Le New York Times précise que les tests faits par la CIA concluent à « une correspondance proche de 100 % ». Toutefois, Reuters rapporte que les résultats du test ADN ne seraient disponibles que dans les jours suivants et que le corps de ben Laden a été identifié en utilisant des techniques de reconnaissance faciale.
Le 16 juin 2011, le procureur adjoint des États-Unis Nicholas J. Lewin a signé une demande de non-lieu mettant fin aux procédures judiciaires contre ben Laden en raison du décès de celui-ci. Les éléments cités en annexe de cette demande expliquant la conclusion de la CIA selon laquelle ben Laden a été tué lors du raid d'Abbottabad sont :
- la comparaison d'échantillons d'ADN du corps avec un profil ADN de ben Laden dérivé de l'ADN de multiples membres de sa famille ; la probabilité d'identification erronée est estimée à une chance sur 11,8 × 1015 ;
- une analyse de la reconnaissance faciale du corps avec d'anciennes photos de ben Laden ;
- la déclaration d'une des épouses de ben Laden qui se trouvait avec lui dans le complexe d'Abbottabad ;
- des éléments dans le complexe dont du courrier de ben Laden et une vidéo non diffusée de ben Laden[68].

Le 17 juin 2011, le juge Lewis A. Kaplan prononce un non-lieu à l'égard d'Oussama ben Laden, abandonnant ainsi toutes les poursuites contre lui à la suite de son décès, qui prend ainsi son plein effet sur le plan pénal.

## Immersion du corps

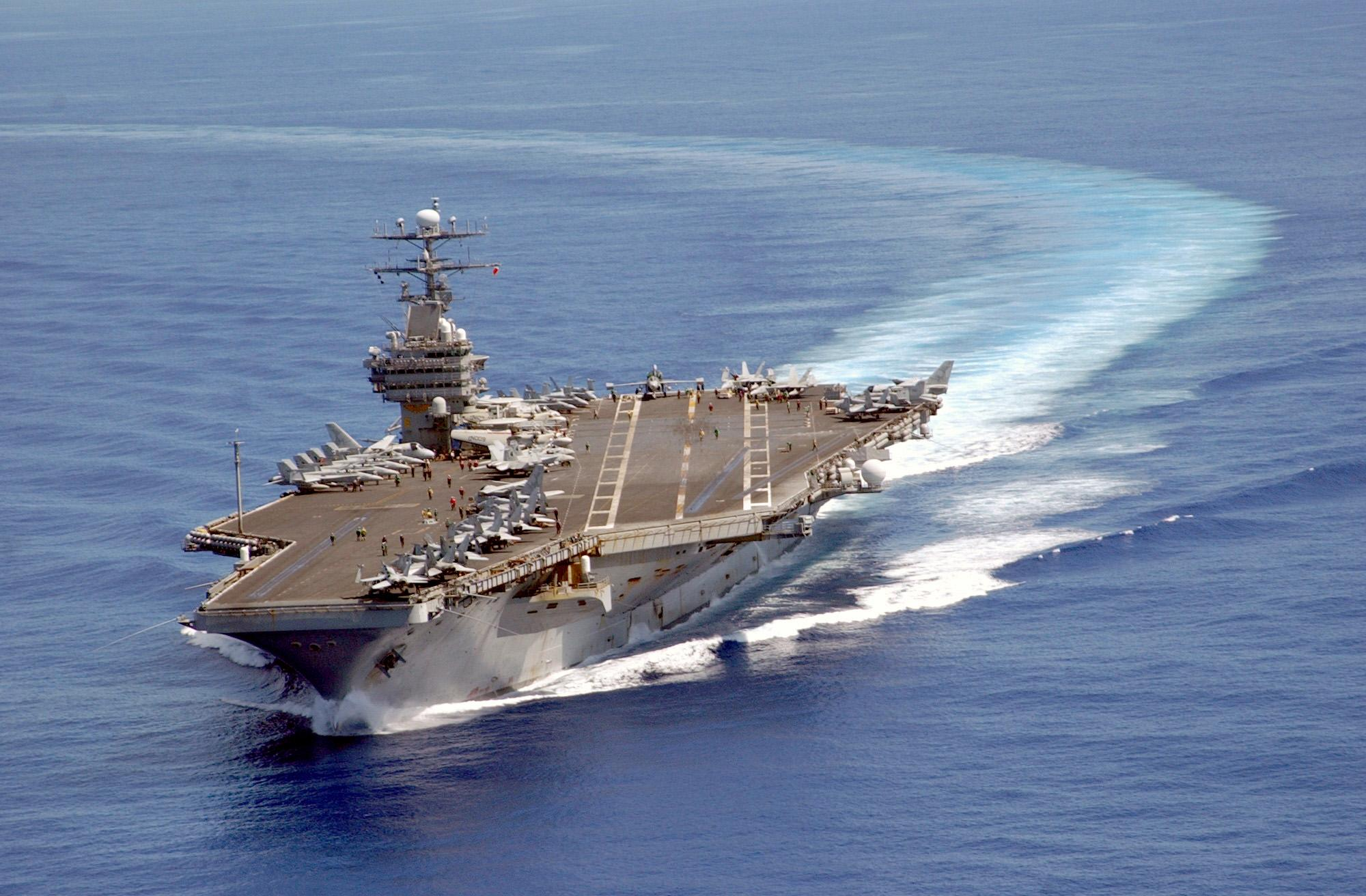
L', le porte-avion américain qui a accueilli la dépouille de ben Laden avant son immersion.

La dépouille de ben Laden embarquée sur le porte-avions USS Carl Vinson, placée à l'intérieur d'un sac lesté, a été immergée en mer d'Arabie le 2 mai à 2 h Heure de l'Est, soit 6 h UTC après une préparation de 50 minutes, au large des côtes pakistanaises, environ 9 h 30 après sa mort, la tradition islamique exigeant un délai court entre le décès et l'enterrement.
Le corps a été placé sur une planche qui fut ensuite inclinée afin que celui-ci glisse dans la mer. Une « inhumation » en mer permet de ne laisser aucune trace de la localisation précise du corps, évitant ainsi que la sépulture puisse devenir un sanctuaire, objet d'une vénération. En outre, selon l'US Navy, aucun pays n'aurait accepté d'accueillir la sépulture.
D'après la grande mosquée de Paris, la pratique de l'immersion « serait totalement contraire aux règles de l'islam ». Celle-ci rappelle que, selon la religion musulmane, « le corps d'un défunt doit d'abord être lavé avec de l'eau savonneuse, puis de l'eau claire et enfin avec de l'eau mêlée de camphre, avant d'être entouré de trois pièces d'étoffe ». « L'inhumation se fait en terre, sans cercueil. La dépouille doit être placée parallèlement à la Mecque, la tête du défunt légèrement tournée vers la droite pour que son visage soit tourné vers la Kaaba, le sanctuaire sacré de la Mecque ». La sépulture en mer est permise uniquement lorsque le décès est survenu à bord d'un bateau.
Le 4 mai 2011, Barack Obama affirme qu'il renonce à publier les photos de ben Laden mort, de peur de choquer le public.

## Suites du décès

### Déclaration du président des États-Unis
Tard dans la soirée du 1er mai 2011, les principales sources d'information américaines sont informées que le président des États-Unis s'adressera au pays sur un sujet non précisé. Les rumeurs se multiplient aussitôt, jusqu'à ce qu'il soit indiqué que Barack Obama devait annoncer la mort d'Oussama ben Laden. À 23 h 30 heure locale (heure de l'Est), soit le 2 mai 2011 à 3 h 30 UTC, le président Obama confirme l'information, déclarant qu'Oussama ben Laden a été tué par « un petit groupe d'Américains ». Il explique alors comment la mort de ben Laden a été obtenue en remontant une piste depuis le mois d'août 2010, quel avait été son rôle dans la série d'événements, et ce que signifiait la mort de ben Laden tant sur le plan symbolique que pratique. Il a également salué la coopération des autorités pakistanaises à cette opération.

« […] Aujourd'hui, sous mon autorité, les États-Unis ont lancé une opération ciblée contre ce centre, à Abbottabad, au Pakistan. Une petite équipe d'Américains a mené l'opération avec un courage et une compétence extraordinaires. Aucun Américain n'a été blessé. Ils ont pris garde à ne pas faire de victimes dans la population civile. Après un échange de coups de feu, ils ont tué Oussama ben Laden et ont emmené son corps. »

— Barack Obama, président des États-Unis, 1er mai 2011.

### Décorations
La Joint Task Force Neptune qui prit part à l'opération fut décorée de la Presidential Unit Citation, la plus haute distinction qui soit octroyée à des unités militaires pour leur héroïsme et leur bravoure lors de combats contre un ennemi armé,.
Dans la nuit du 5 au 6 août 2011, un hélicoptère Chinook a été abattu en Afghanistan, tuant 31 personnes dont 20 membres du SEAL Team 6. Bien qu'il s'agisse de la même unité, aucun de ces tués n'avait été impliqué dans l'opération ayant tué ben Laden environ trois mois plus tôt.

### Réactions
Les réactions ont été très nombreuses à travers le monde entier, du fait de la mort du personnage le plus recherché de la planète.

#### Aux États-Unis

##### Opinion publique

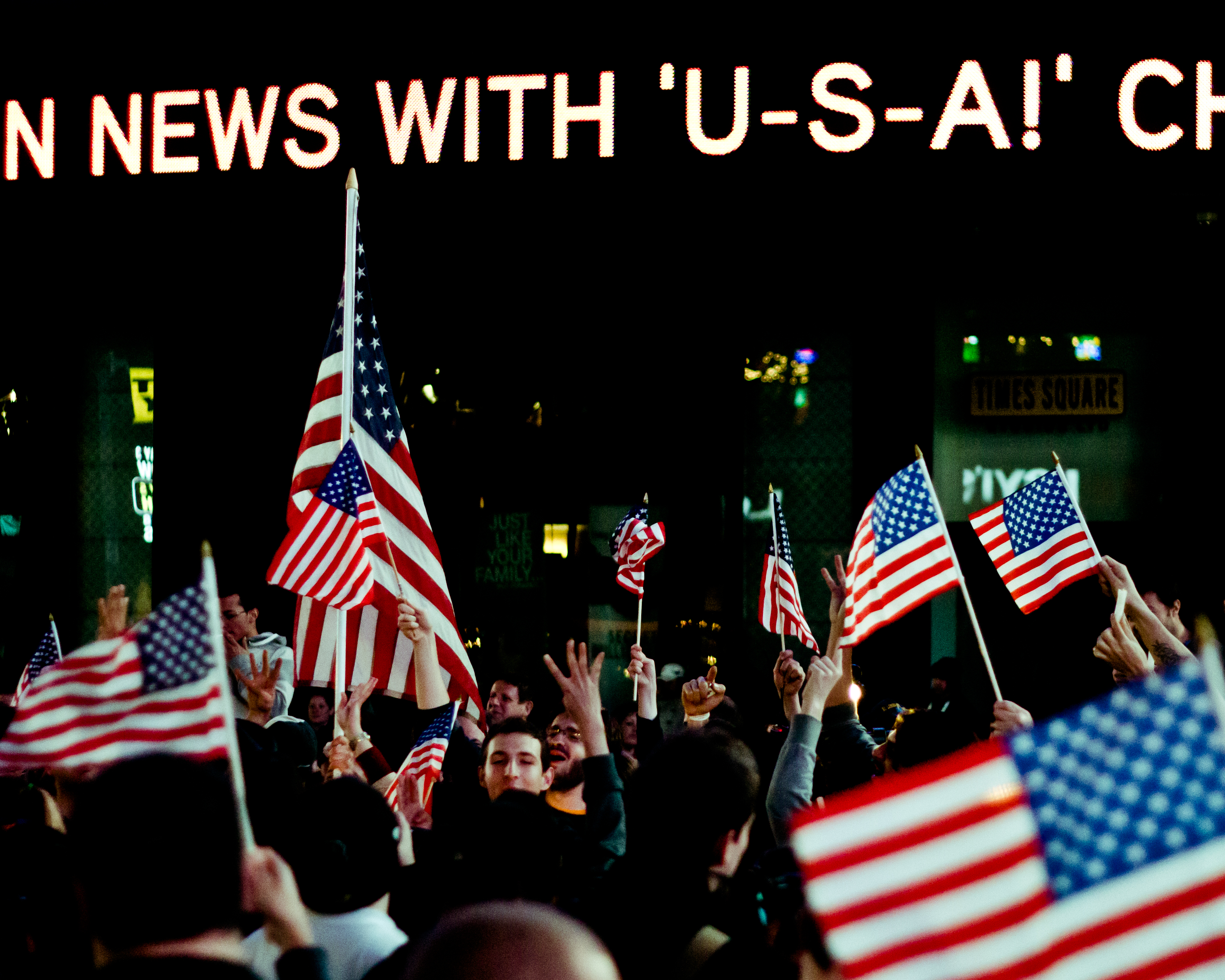
À Times Square

L'annonce de la mort d'Oussama ben Laden provoque plusieurs manifestations spontanées à travers les États-Unis, notamment près du Pentagone, sur Lafayette Square au cœur de Washington, à Times Square et bien sûr à Ground Zero à New York. L'ancien président américain George W. Bush salue pour sa part une « grande victoire pour les États-Unis ».
Un sondage en ligne effectué le 2 mai 2011 par Reuters fait apparaître que 79 % des Américains déclarent que « les États-Unis avaient pris la bonne décision de tuer Oussama ben Laden ». D'autre part, 42 % d'entre eux déclarent se sentir soit « plus favorable », soit « beaucoup plus favorable » à l'égard de la façon dont Barack Obama dirige le pays.
D'après un sondage réalisé après la mort d'Oussama ben Laden (exactement les 3 et 4 mai 2011), la popularité du président américain Obama aurait bondi, passant en deux semaines de 46 % des personnes approuvant son action à 57 %, en particulier en ce qui concerne sa politique étrangère et sa gestion de la situation afghane. En revanche, les avis à propos de sa politique économique restent en majorité négatifs puisque seulement 34 % des sondés l'approuvent. Ce sondage est jugé favorable au président Obama, à un an des élections présidentielles américaines auxquelles il a déclaré vouloir se représenter,,.

##### Débat sur la torture
L'annonce de la mort d'Oussama ben Laden a donné l'occasion à quelques anciens responsables politiques de l'administration Bush et certains quotidiens américains de déclarer que des informations cruciales pour cette opération avaient été obtenues par la torture. Par exemple, le républicain Peter King, membre de la commission pour la sécurité intérieure, a affirmé « Nous avons obtenu les informations grâce au waterboarding,. » Selon l'analyse du New York Times, plusieurs faits semblent démontrer que les techniques d’interrogatoire renforcées n’ont en réalité pas joué de rôle significatif dans l’obtention d’informations.

#### Au Pakistan

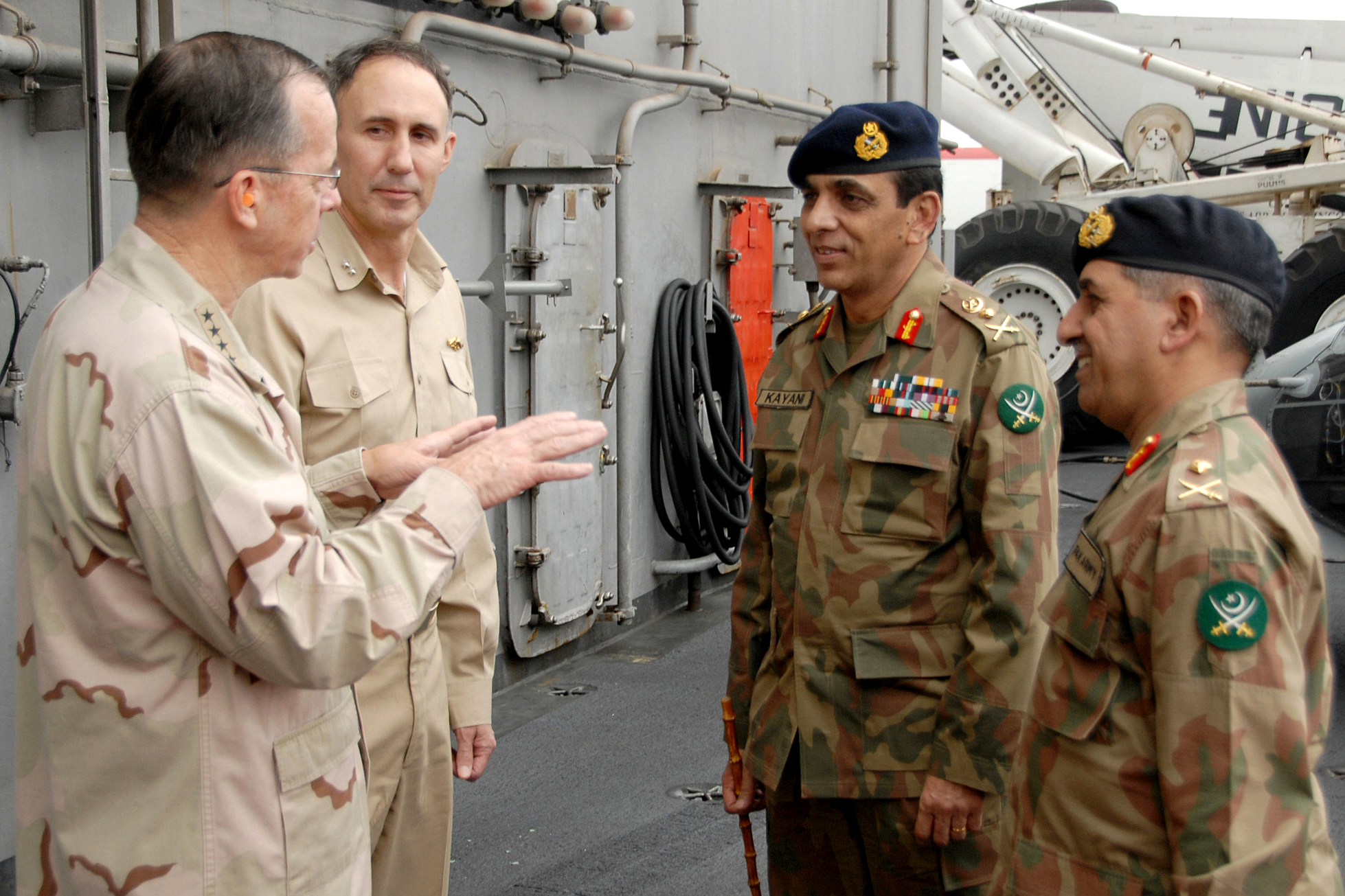
Ahmed Shuja Pasha accompagné d'Ashfaq Kayani, qui s'adresse à Michael Mullen sur le pont de l', en août 2008.

Le Premier ministre pakistanais Youssouf Raza Gilani parle de la mort de ben Laden comme d'une « grande victoire ». Il a déclaré : « nous n'autoriserons pas que notre territoire serve le terrorisme contre d'autres pays et c'est pourquoi je pense que c'est une grande victoire, c'est un succès et je salue le succès de cette opération. » Peu après le raid, le président Asif Ali Zardari a tenu une réunion d'urgence avec le Premier ministre et des chefs de la sécurité.
L'ancien président pakistanais Pervez Musharraf a critiqué les méthodes américaines. Il a déclaré : « C'est une violation de notre souveraineté. Si deux organisations conduisent une opération contre un ennemi commun, il faut que chaque partie ait confiance en l'autre. »
Une manifestation pro-ben Laden a lieu à Quetta le 2 mai 2011.
De son côté, le Tehrik-e-Taliban Pakistan (TTP, principale mouvance des talibans pakistanais) fait une déclaration le 2 mai démentant la mort de ben Laden. Pourtant, le mouvement promet de venger la mort de ben Laden quelques heures plus tard en attaquant notamment le gouvernement pakistanais et les intérêts américains. Le TTP est en état de guerre avec l'armée pakistanaise depuis 2007. Le 13 mai, le TTP revendique l'attentat de Shabqadar (dans le nord-ouest du Pakistan) qui fait 98 morts, surtout de jeunes recrues d'une branche paramilitaire de police.
Au lendemain de l'annonce de cette opération, une partie de la presse pakistanaise critique son gouvernement et l'institution militaire, principalement sur le fait que la guerre anti-terroriste était déclarée priorité numéro 1 du gouvernement alors que la résidence d'Oussama ben Laden était située au cœur d'un quartier résidentiel de hauts dignitaires de l'armée, et aussi sur le fait que l'opération américaine ait pu se faire sur le territoire pakistanais sans que l'armée et les services secrets pakistanais aient été capables de la prévoir. Le manque de confiance de l'exécutif américain, manifesté par le fait que l'État pakistanais n'ait pas du tout été informé, est aussi avancé comme une preuve de l'incompétence du gouvernement pakistanais. Le gouvernement, tout en reconnaissant « des insuffisances », a mis en valeur le travail antérieur d'échanges d'informations avec la CIA qui a contribué à cette opération, et a protesté contre cette action « clandestine » considérée comme une « violation de sa souveraineté territoriale ». De plus, un accord secret entre les deux pays autoriserait une attaque des États-Unis sur leurs terres.
Un sondage réalisé les 4 et 5 mai parmi la population éduquée de Lahore, Karachi et Islamabad indique que 75 % des personnes sondées désapprouvent l'opération américaine et que 66 % ne croient pas à la mort d'Oussama ben Laden à Abbottabad.
Le 13 mai, l'Assemblée nationale a voté une motion condamnant l'assaut américain sur ses terres et appelant à la fin des frappes de drones américains dans les régions tribales. Les dirigeants civils et militaires ont dû s'expliquer devant le Parlement. Le directeur général de l'ISI Ahmed Shuja Pasha a évoqué une négligence et a annoncé qu'il démissionnerait si le Parlement le lui demandait.
Cinq Pakistanais qui avaient renseigné la CIA pour cette opération ont été arrêtés.

#### En Inde
La population indienne a célébré la mort de Ben laden, à travers les différentes villes, en remerciant et félicitant les États-Unis. Dans la capitale indienne New Delhi, des foules se sont rassemblées dans les rues, pour célébrer l'occasion, en remerciant Barack Obama. Des célébrations ont été observées dans la ville d'Ahmedabad, où les gens ont allumé des pétards, ont brûlé des photographies de ben Laden, et ont crié des slogans. Les gens dans la ville côtière d'Upupi se sont réjouis en échangeant des salutations et en distribuant des friandises. Des foules se sont rassemblées à Udupi, menées par le chef de Shiroor Muth, ont célébré en criant des slogans et en brûlant une effigie de ben Laden. À Bangalore, plus de 100 membres du Sri Ram Sene ont convergé au Freedom Park, d'humeur joyeuse, et ont célébré en allumant des pétards en distribuant des friandises aux passants. Des Indiens vivant aux États-Unis ont félicité les forces spéciales américaines pour avoir tué ben Laden, et ont accusé le Pakistan d’avoir abrité le leader d'Al-Qaïda et d'autres terroristes. La nouvelle de la mort d'Oussama ben Laden a été regardée par 42,6 millions d'Indiens, dépassant l'audience en Inde du mariage du prince William et de Catherine Middleton.
Le Premier ministre indien Manmohan Singh a accueilli la nouvelle de la mort de ben Laden, en déclarant, « Je la salue comme une avancée significative et j'espère qu'elle portera un coup décisif à Al-Qaïda et aux autres groupes terroristes. La communauté internationale et le Pakistan en particulier doivent travailler de manière globale pour mettre fin aux activités de tous ces groupes qui menacent les comportements civilisés et tuent des hommes, des femmes et des enfants innocents ».

#### Internationales
- Afghanistan - Le président afghan Hamid Karzai souligne quant à lui que cet événement signifie que c'est bien au Pakistan que la lutte contre le terrorisme devrait se poursuivre.
- Allemagne - Le ministre allemand des Affaires étrangères Guido Westerwelle déclare que « c'est un coup d'arrêt qui pourrait être mis à l'industrie sanglante du terrorisme et une bonne nouvelle pour toutes les personnes aimant la paix et libre-penseuses dans le monde »[103]. La chancelière Angela Merkel diffuse un communiqué dans lequel elle exprime son « soulagement ». Oussama ben Laden, ajoute-t-elle, « prétendait agir au nom de l'islam, mais (…) se moquait des valeurs fondamentales de sa religion et de toutes les autres religions »[104]. L'une de ses déclarations - « Je me réjouis qu'il ait été possible de tuer ben Laden » - fera néanmoins polémique dans le pays, jusqu'au sein même de son parti[105].
- Australie - Le Premier ministre australien, Julia Gillard, félicite les États-Unis pour la mort de ben Laden et déclare qu'« Oussama ben Laden a déclaré la guerre à des gens innocents et aujourd'hui, il a payé le prix de cette déclaration »[106]. Elle déclare également qu'il s'agit d'« une petite mesure de justice »[107], mais que la guerre au terrorisme n'est pas terminée, et qu'elle doit continuer[108].
- Autriche - Le ministre autrichien des Affaires étrangères Michael Spindelegger salue la nouvelle, y voyant « un soulagement pour de nombreuses personnes », mais annonce que « cela ne doit pas être interprété comme une victoire finale contre le terrorisme »[109].
- Brésil - Le ministre brésilien des Affaires étrangères Antonio Patriota a déclaré que « la mort de ben Laden avait une dimension positive et intéressante au moment où le monde arabe manifeste pour plus de liberté d'expression, plus de démocratie et davantage d'opportunités ». Il a expliqué que « la figure de ben Laden a contribué à stigmatiser l'image du monde islamique où les alternatives seraient entre autocratie et intégrisme islamique ». « Nous savons que ce n'est pas le cas. » a-t-il précisé[110]. Il a également exprimé ses craintes sur d'éventuelles représailles[111].
- Canada - Le Premier ministre canadien Stephen Harper déclare que la mort d'Oussama ben Laden est « une forme de justice pour les victimes canadiennes et leurs familles » et que le « Canada accueille la nouvelle avec une satisfaction sobre »[112].
- Colombie - Le président colombien Juan Manuel Santos félicita le président Obama, déclarant dans le communiqué de presse que « le raid prouve une fois de plus que les terroristes tombent toujours tôt ou tard. Dans le combat mondial contre le terrorisme, il y a toujours une seule méthode : persévérer, persévérer, persévérer »[113].
- Danemark - Le ministre d'État danois Lars Løkke Rasmussen félicite « le Président Obama et le peuple américain, pour avoir terminé avec succès l'ère de violence inhumaine et sans vergogne et de destruction de ben Laden »[114].
- France - Le ministre français des Affaires étrangères Alain Juppé déclare sur France Inter que la mort de ben Laden est « une victoire de toutes les démocraties qui se battent contre ce fléau abominable qu'est le terrorisme » Il ajoute que « la France, les États-Unis comme d'autres pays européens coopèrent étroitement pour lutter contre le terrorisme » et que c'est donc une nouvelle qui le réjouit profondément[115]. François Bayrou émet des réserves : « On ne fait pas la fête pour la mort de quelqu'un, fût-il le plus horrible […] Et puis, au fond, c'est la civilisation du Western. Cela pousse à regarder la vie comme cela, avec les bons et les méchants, qui gagnent, dégainent, tirent et sont abattus. »[116]. L'Élysée publie un communiqué saluant la ténacité des États-Unis et déclarant : « Pour les victimes, justice est faite »[117].
- Hongrie - Le ministre hongrois des Affaires étrangères János Martonyi déclare que « La mort d'Ousama ben Laden est un succès dans la guerre contre le terrorisme international, mais que cela ne signifie pas la fin de cette guerre. Un ennemi de toute notre civilisation très important et déterminé est tombé »[118].
- Iran - Le porte-parole iranien du ministère des Affaires étrangères, Ramin Mehmanparast a déclaré que la mort de ben Laden signifie que les « États-Unis et leurs alliés n'ont plus d'excuse pour déployer les forces dans le Moyen-Orient sous (le) prétexte de combattre le terrorisme »[119]. Il espère que le meurtre établira « la paix et la sécurité dans la région », ajoutant que c'est la politique iranienne de condamner fermement le terrorisme dans le monde. Le député iranien, Alaeddin Boroujerdi, chef de la Commission de la politique étrangère et de la sécurité nationale du parlement iranien, a déclaré que « si c'était vrai, alors le meurtre de ben Laden 10 ans après l'incident du 11 septembre n'est pas grand chose[120]. »
- Irlande - Le Taoiseach Enda Kenny a déclaré que la suppression de la capacité de ben Laden de fomenter des actes haineux est une réussite dans l'effort pour se débarrasser de la menace du terrorisme[121].
- Irak - Le ministre irakien des Affaires étrangères Hoshyar Zebari a déclaré que « Bagdad est enchanté par la nouvelle selon laquelle Oussama ben Laden a été tué ». Il a fait mention « des milliers d’Irakiens qui ont été tués à cause de ses idéologies »[122].
- Israël – Le Premier ministre israélien Benyamin Netanyahou a déclaré que la mort de ben Laden est un triomphe retentissant pour les pays démocratiques combattant le terrorisme[123]. Les médias israéliens estiment que « Les États-Unis ont réussi une opération de liquidation ciblée par excellence »[124].
- Italie - Le président du Conseil italien Silvio Berlusconi a déclaré que « c'est un grand résultat dans la lutte contre le mal, dans la lutte contre le terrorisme, un grand résultat pour les États-Unis et pour toutes les démocraties »[125].
- Kenya – Le Premier ministre kényan Raila Odinga a déclaré : « c'est une réussite dans la guerre contre le terrorisme »[126].
- Maroc - le Ministre de la Communication et porte-parole du gouvernement marocain Khalid Naciri a déclaré que « le monde entier a souffert des effets de cet homme et des organisations qu’il a créées ». Le gouvernement marocain est sur la piste d'Al-Qaïda en ce qui concerne l'Attentat du 28 avril 2011 à Marrakech[127].
- Nigeria Le consultant en sécurité Evawere Oyede a déclaré qu'il y a des réactions mitigées au Nigeria après la mort de ben Laden. Oyede a précisé que « certaines personnes voient cela comme un soulagement tandis que d'autres [pensent que] c'était un homme qui essayait de combattre le monde occidental. De nombreuses personnes considèrent Oussama comme un héros. »[128].
- Bande de Gaza - Le chef du gouvernement du mouvement palestinien Hamas à Gaza Ismaël Haniyeh condamne fermement l'assassinat de ben Laden et déclare que l'opération « est la poursuite de la politique d'oppression américaine fondée sur l'effusion du sang des Arabes et des musulmans »[129].
- République tchèque - Le président du gouvernement tchèque Petr Nečas déclare que « la mort d'Oussama ben Laden est une étape significative dans la lutte contre le terrorisme, dans l'effort pour un monde plus sûr » et que « c'est un message symbolique important aux rescapés des attaques terroristes d'Al-Qaïda et un signal clair à tous les groupes qui ne respectent pas la loi et les vies humaines partout dans le monde : la vie détruite d'une personne ne peut être remplacée, mais leurs cicatrices ne resteront pas impunies »[130].
- Royaume-Uni - Le Premier ministre David Cameron a déclaré que la mort de ben Laden « apporterait un grand soulagement autour du monde »[123].
- Russie - Le Kremlin a salué l'effort des États-Unis contre le terrorisme et déclaré que « la Russie a été un des premiers pays qui a fait face aux menaces portées par le terrorisme global[note 3] et connaît réellement ce que représente Al-Qaïda »[131].
- Vatican - Le porte-parole du Saint-Siège, le père Federico Lombardi a demandé que la mort d'Oussama ben Laden « ne soit l'occasion d'une nouvelle montée de haine, mais une occasion pour favoriser la paix »[132].
- Venezuela - Le vice-président vénézuélien Elías Jaua a condamné l'assassinat et les célébrations ultérieures, en déclarant sur la chaîne publique Venezolana de Televisión qu'« il est toujours surpris de voir comment le crime et l'assassinat sont devenus naturels et comment ils sont même célébrés. Auparavant, les gouvernements impériaux sauvaient au moins les apparences. Aujourd'hui, la mort de n'importe quel individu, indépendamment de ce dont on l'accuse, est ouvertement célébrée par les chefs des gouvernements qui bombardent »[133],[134],[135].

#### Manifestations de soutien
Une manifestation pro-ben Laden a lieu à Quetta au Pakistan le 2 mai 2011 et réunit environ 1 000 personnes. Le 4 mai, un rassemblement de 20 personnes est organisé devant l'Université de Gaza. Le 6 mai a lieu à Quetta une nouvelle manifestation réunissant 1 500 personnes, plusieurs milliers de personnes se réunissent à Karachi et des rassemblements ont lieu dans plusieurs autres villes. Le même jour une manifestation a lieu en Turquie à Istanbul dans le district de Fatih et réunit 200 personnes, une centaine de personnes se réunissent à Londres devant l'ambassade américaine et 300 personnes au Caire en Égypte.

#### Réserves exprimées face aux manifestations de joie
Dès le 3 mai 2011, plusieurs commentateurs ont regretté que ben Laden n'ait pas été traduit en justice — « capturer ben Laden et juger le Mal aurait montré la force de notre document fondateur [la Constitution américaine] », écrit ainsi Jonathan Capeharta, éditorialiste du Washington Post. Nicolas Demorand, dans l'éditorial de Libération du 3 mai 2011, a exprimé sa gêne face aux manifestations publiques de joie dues à l'annonce de la mort de ben Laden (« une joie mauvaise, gênante, inédite en démocratie, qui a soufflé […] sur les rues de New York »,.
Un procès aurait permis d'éclaircir les zones d'ombres autour des attentats du World Trade Center, dont la responsabilité exacte de Laden dans leur déroulement, et clarifier les rumeurs d'implication du gouvernement américain que les théories du complot aiment colporter sur le Net.
En Allemagne, il a été reproché à Angela Merkel de s'être publiquement félicitée du décès d'Oussama ben Laden. « En tant que chrétienne, je ne peux me réjouir lorsque quelqu'un est tué », a déclaré la vice-présidente du Parlement fédéral allemand, Katrin Göring-Eckardt. Dans Der Spiegel, le journaliste Thomas Darnstädt parle d'une « justice à l'américaine » et, comme le journaliste Jörg Schönenborn sur la chaîne de télévision ARD, affirme qu'il aurait été préférable de le traduire vivant devant des tribunaux,.
En Israël, la comparaison avec des choix similaires d’« assassinats ciblés » suscite des réflexions telles que celle du major-général Aharon Ze'evi-Farkash, qui était à la tête du renseignement militaire israélien en 2004 : « tout ce qui est permis aux Américains ne nous est pas forcément permis »,.

#### No Easy Day
No Easy Day est un livre sorti le 4 septembre 2012 et qui est le premier témoignage direct d'un participant à l'assaut, un ancien SEAL. Dans le livre, l'auteur explique qu'Oussama ben Laden n'a pas été tué « après un échange de coups de feu », comme l'a affirmé le président Obama, mais abattu de sang froid sur le seuil de sa chambre. Le journaliste Jean-Dominique Merchet rappelle que cela était déjà connu et conclut que ce récit ne change rien au fond.
À la suite de cette publication, le commandant de l'United States Special Operations Command (USSOCOM) William H. McRaven a débriefé à nouveau les commandos impliqués dans l'assaut, y compris celui qui a tué ben Laden. De cette vérification, il ressort que la version de l'auteur de No Easy Day est incorrecte. Il est possible que celui-ci, qui était derrière le SEAL en tête d'assaut, n'ait pas vu ben Laden avant qu'il ait été abattu.

### Légalité de l'opération
Oussama ben Laden était officiellement recherché par le Département d'État des États-Unis et le FBI à la suite des attentats du 11 septembre 2001 perpétrés contre le World Trade Center et le Pentagone, ainsi que ceux perpétrés à la bombe le 7 août 1998 contre les ambassades des États-Unis à Dar es Salaam, en Tanzanie et à Nairobi, au Kenya. Pour certains son élimination est légalement justifiée alors que pour d'autres sa mort s'apparente à un assassinat perpétré au mépris du droit. Cette diversité des points de vue vient des interprétations différentes de la mort de ben Laden en terme juridique (qualification d'« exécution extrajudiciaire » difficile car il n'y a pas en l'occurrence de juridiction commune, jurisprudences variées sur l'assassinat ciblé) et des régimes juridiques auxquels elle s'applique : droit international des droits de l'homme et droit de la guerre (dont le droit international humanitaire applicable dans les conflits armés internationaux et celui dans les conflits armés internes). Cette diversité émane aussi de la notion de doctrine de la guerre juste.

#### Selon le droit américain
À la suite des attaques du 11 septembre 2001, le Congrès des États-Unis a voté le 14 septembre 2001 une loi intitulée Autorisation de l'usage de la force militaire contre les terroristes (en), autorisant le président des États-Unis à recourir à « la force nécessaire et appropriée contre les nations, les organisations ou les personnes » qu'il détermine comme étant impliquées dans l'attentat du 11 septembre, ou qui pourraient mener des attaques à venir contre les États-Unis. Cette disposition justifie un tel usage de la force, considéré comme légitime défense « pour prévenir tout acte futur de terrorisme international » contre les États-Unis.
John Bellinger III (en) qui était chargé des questions juridiques au Département d'État pendant le second mandat de George W. Bush en tant que président, considère l'opération comme légitime. 

« Le fait de tuer n'est pas interdit par l'interdiction d'assassinat politique formulée de longue date par l'Executive Order 12333 (signé en 1981), parce que l'action était une action militaire dans le conflit armé en cours des États-Unis contre Al-Qaïda, et qu'il n'est pas interdit de tuer tel ou tel chef d'une force ennemie. L'interdiction d'assassinat politique ne s'applique pas non plus au fait de tuer en situation de légitime défense »

.
David Scheffer, directeur du Centre pour les droits humains internationaux à la Northwestern University School of Law (en), déclare que le fait qu'Oussama ben Laden ait été inculpé par la District Court de Manhattan (en) en 1998 pour conspiration en vue d'attaquer les installations de défense américaines rendait la situation plus complexe : « Normalement, lorsqu'un individu est inculpé, le but est de capturer cette personne pour l'amener devant la justice pour le juger... Le but n'est pas de procéder à une exécution sommaire s'il est inculpé ».
Selon Steven Ratner, professeur de droit à l'université du Michigan :

« Beaucoup de choses dépendent de savoir si l'on pense qu'Oussama ben Laden était un combattant dans une guerre ou un suspect de meurtres de masse. Selon la théorie selon laquelle le gouvernement [des États-Unis] était en guerre contre Al-Qaïda – ce qui est la position retenue par l'administration Obama – alors on peut soutenir que le meurtre de ben Laden était légal. Qu'il ait alors été armé ou non n'a en réalité pas d'importance, car on a le droit de tuer des combattants en toute légalité. »

Deux experts s'accordent à dire que, selon la législation américaine, il est important de déterminer si la mission était de capturer ben Laden ou simplement de le tuer. Si les SEAL de la Marine avaient pour instruction de tuer ben Laden sans chercher tout d'abord à le capturer, ceci pourrait alors constituer une « violation des idéaux américains, à défaut du droit international ».

#### Selon le droit international
La légalité de l'opération américaine a pu être mise en cause pour avoir agi unilatéralement, sans le Pakistan. Le ministère des Affaires étrangères du Pakistan exprime ainsi une « grave préoccupation » devant cette « action unilatérale non autorisée ». L'ancien chancelier de l'Allemagne de l'Ouest Helmut Schmidt déclare de son côté à la télévision allemande qu'« il s'agit très clairement d'une violation de la loi internationale ».
L'ancien président du Pakistan Pervez Musharraf déclare que l'opération a été « une violation de la souveraineté du pays ».
Cependant, selon Scott Silliman, professeur de l'école de droit de l’université Duke, la loi internationale sur les conflits armés permet à un gouvernement étranger d'accomplir une opération militaire sur le sol d'un pays d'accueil lorsque celui-ci n'a ni la volonté ni les moyens de traiter lui-même le problème.
La résolution 1368 adoptée par le Conseil de sécurité des Nations unies le lendemain des attentats du 11 septembre appelait (alinéa 3) « tous les États à travailler ensemble de toute urgence pour traduire en justice les auteurs, organisateurs et commanditaires de ces attaques terroristes. » Si l'opération du 2 mai avait pour objectif de le capturer vivant ben Laden afin de le traduire en justice, elle pourrait être considérée comme légale au regard de la résolution 1368, si elle visait l'assassinat, elle est illégale au regard de la résolution.
Selon John Bellinger, l'exécutif peut « soutenir que l'action était permise d'après la loi internationale, aussi bien en tant qu'usage de la force autorisé dans le conflit armé opposant les États-Unis à Al-Qaïda qu'en tant qu'acte de légitime défense, étant donné que ben Laden planifiait évidemment de nouvelles attaques. » Selon Eric Holder, l'actuel procureur général des États-Unis (U.S. Attorney General), le raid américain est légal « en tant qu'acte de légitime défense de la nation », et que ben Laden « était le chef d'Al-Qaida, l'organisation responsable des attaques du 11 septembre. Il est légal de cibler un commandant ennemi sur le terrain ».

Selon Geoffrey Robertson, un juriste britannique né en Australie, la mort de ben Laden risquait de saper le droit, écrivant dans The Independent : 

« le Conseil de sécurité aurait pu mettre sur pied un tribunal ad hoc à La Haye, avec des juges internationaux (y compris des juristes musulmans), pour mener un procès équitable et un verdict circonstancié. Ç'aurait été la meilleure manière de démythifier cet homme, en dégonflant sa cause, et en remédiant au lavage de cerveau de ses sectateurs. »

Pour Louise Doswald-Beck, une ancienne responsable juridique de la Croix-Rouge, ben Laden n'était clairement pas un combattant ennemi : « Il était essentiellement le chef d'un réseau terroriste criminel, ce qui veut dire que la législation applicable n'est pas celle des conflits armés, mais d'une action visant à tuer un dangereux criminel ». Human Rights Watch déclare de son côté que les principes régissant la mise en œuvre de la loi (law enforcement principles) auraient dû s'appliquer.

## Théorie du complot
En mai 2015, le journaliste Seymour Hersh publie dans la London Review of Books un long article dans lequel il explique en substance que ben Laden ne se serait pas caché au Pakistan mais qu'il y aurait en fait été détenu par l'armée pakistanaise. Hersh soutient en outre que le raid américain aurait eu lieu avec l'assentiment de l'armée pakistanaise et que le Pakistan aurait en fait vendu ben Laden aux États-Unis en échange d'un accroissement de leur aide. Selon lui, ben Laden n'était pas armé, n'a pas tenté ni eu le temps d'opposer une résistance aux SEALS et son corps n'aurait pas été immergé en mer, mais probablement « balancé par hélicoptère au-dessus des montagnes de l’Hindou Kouch ».
L'article de Hersh entraîne des réactions massives, de nombreux commentateurs soulignant que sa théorie se base sur un ou deux témoignages douteux et expliquant que nonobstant son brillant passé de journaliste, l'intéressé semble avoir fait la part belle à des théories du complot, au cours des dernières années, sans être en mesure de les étayer par des preuves. Husain Haqqani, ambassadeur du Pakistan à l'époque des faits, conteste publiquement toute implication pakistanaise dans la mort de ben Laden. L'Obs note néanmoins que 24 heures après Hersh, la chaîne NBC diffuse des informations qui contredisent « déjà en partie la version officielle selon laquelle la traque, comme l’assaut, avaient été une affaire 100 % américaine ». Notamment, selon la chaîne, le Pakistan connaissait la cache de Ben Laden.